# لمورسانیان
لمورسانیان (نام علمی: Lemuriformes) نام یک فروراسته از زیرراسته خیس‌بینیان است.